# Batería de Carnot

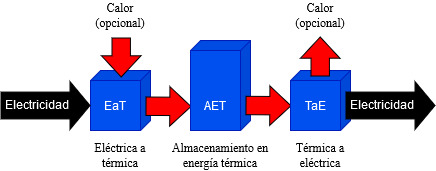
Esquema simplificado de una batería de Carnot

Una batería de Carnot es un tipo de sistema de almacenamiento de energía que almacena electricidad en forma de energía térmica. Durante el proceso de carga, la electricidad se convierte en calor para su almacenamiento térmico. Durante el proceso de descarga, el calor almacenado se convierte de nuevo en electricidad.
“Marguerre” patentó el concepto de esta tecnología hace 100 años, pero su desarrollo se ha revitalizado recientemente con el objetivo de aumentar la proporción de energía generada por fuentes renovables a la red. Por otro lado, “Andre Thess” inventó el término Batería de Carnot en 2018 antes del primer Taller Internacional sobre Baterías de Carnot.
El nombre de "batería de Carnot" proviene del teorema de Carnot, que describe la eficiencia máxima de convertir calor en energía mecánica. La palabra "batería" indica que el propósito de esta tecnología es almacenar electricidad. La eficiencia de descarga de las baterías de Carnot está limitada por la eficiencia de Carnot.
El Centro Aeroespacial Alemán (DLR) y la Universidad de Stuttgart han estado trabajando en el concepto de baterías de Carnot que almacenan electricidad en forma de calor a alta temperatura desde 2014.  En 2018, DLR utilizó el nombre "batería de Carnot" en Hannover Messe,  una de las ferias comerciales más grandes del mundo.  Sin embargo, el concepto de baterías de Carnot abarca las tecnologías que se han desarrollado durante años,  como el almacenamiento de energía térmica de bombeo y el almacenamiento de energía en aire líquido .

## Antecedentes
En la transición a sistemas energéticos bajos en carbono, la penetración de las energías renovables variables en los sistemas de energía eléctrica aumenta, lo que aumenta la necesidad de almacenamiento de energía . Actualmente, la mayor parte de la nueva capacidad de almacenamiento de energía instalada proviene de baterías electroquímicas, como las baterías de ion-litio. Este tipo de batería es adecuado para el almacenamiento de corta duración, pero puede no ser económico para duraciones más largas debido a su alto coste por capacidad energética.  El almacenamiento en energía térmica puede almacenar energía en materiales económicos, como agua, rocas y sales. Por lo tanto, el costo de los sistemas a gran escala (por ejemplo, gigavatios hora) puede ser menor que el de las baterías electroquímicas. 
El Anexo 36 de Almacenamiento de energía - Baterías de Carnot Archivado el 25 de febrero de 2021 en Wayback Machine. es un grupo de trabajo del programa Conservación de Energía y Almacenamiento Energético (ECES por sus siglas en inglés), que forma parte de un Programa de Colaboración Tecnológica (TCP) de la Agencia Internacional de Energía (AIE) . 

## Configuración del sistema

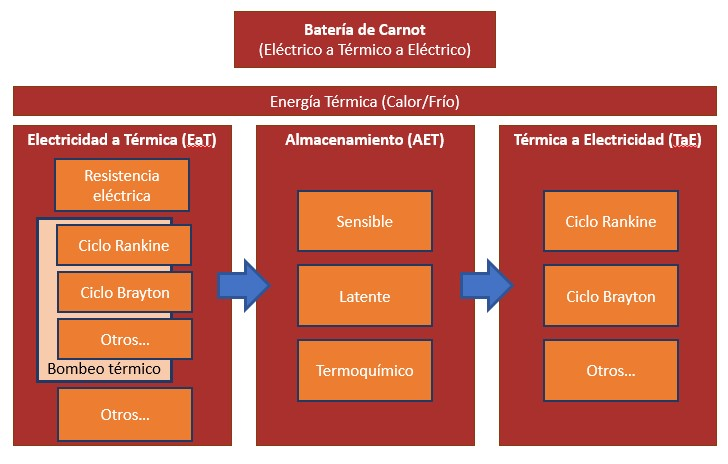
Tecnologías de almacenamiento térmico y posibles métodos de conversión energética

Una batería de Carnot se puede dividir en tres partes: (i) eléctrica a térmica  (EaT), (ii) almacenamiento en energía térmica (AET) y (iii) térmica a eléctrica  (TaE).

### Electricidad a calor
La electricidad se puede convertir en calor mediante el uso de diversas tecnologías. 
- Calentamiento resistivo
- La bomba de calor es la tecnología para bombear calor desde un reservorio de temperatura más baja a uno de temperatura más alta. Se puede dividir en dos grupos: ciclo Rankine inverso y ciclo Brayton inverso.
  - El ciclo Rankine inverso ha sido ampliamente utilizado en bombas de calor convencionales.
  - El concepto de usar el ciclo Brayton para cargar y descargar energía térmica fue propuesto por el Prof. Robert B. Laughlin en 2017.
- Otros: En los sistemas de almacenamiento de energía en aire líquido, el ciclo Claude se utiliza para licuar el aire. El proceso Lamm-Honigmann utiliza ciclos termoquímicos para convertir energía en calor.

### Almacenamiento en energía térmica
Según el mecanismo para almacenar calor, el almacenamiento en energía térmica se puede dividir en tres tipos: almacenamiento en calor sensible, almacenamiento en calor latente y almacenamiento termoquímico. Los materiales de almacenamiento que se han utilizado para las baterías de Carnot son:
- Agua caliente
- Sal fundida
- Rocas de lecho compacto
- Aire liquido
- Almacenamiento de energía térmica en calor latente
- Materiales termoquímicos (pares de productos químicos), como LiBr/H2O y H2O/NH3

### Calor a electricidad
El calor se puede convertir en energía eléctrica a través de ciclos termodinámicos, como el ciclo Rankine o el ciclo Brayton. Algunas tecnologías utilizan propiedades de los materiales semiconductores para convertir el calor en electricidad, pero esas tecnologías no se encuadran en las batería de Carnot porque no involucran ciclos termodinámicos en el proceso de conversión, como los materiales termoeléctricos y el "Sol en una caja".  Las tecnologías típicas son:
- Motor térmico
- Turbina de vapor
- Turbina de gas[3]
- Máquinas de ciclo Rankine orgánico
- El proceso de Lamm-Honigmann puede convertir la energía almacenada de forma termoquímica en electricidad.

## Ventajas y desventajas
La batería de Carnot es también conocida por otros nombres, tales como "Almacenamiento de electricidad en energía térmica bombeada" (PTES) o "Almacenamiento de electricidad en calor bombeado" (PHES). Esta tecnología relativamente nueva se ha convertido en una de las tecnologías de almacenamiento de energía a gran escala más prometedoras.
Las ventajas principales de las batería de Carnot son:
- Selección de ubicación libre, no condicionada por el clima;
- Huella medioambiental baja;
- Vida útil de 20–30 años;
- Capacidad de proporcionar respaldo de red a bajo coste;
- Posibilidad de reutilizar componentes de una planta de combustibles fósiles que se vaya a desmantelar o esté siendo explotada por debajo de su capacidad nominal;

El mayor inconveniente de esta tecnología es:
- Su limitado rendimiento de carga y descarga, que relaciona la electricidad entregada durante la descarga (𝑾𝒅e𝒔), con la electricidad necesaria para la carga del sistema (𝑾𝒄𝒂𝒓). Las baterías de Carnot presentan como valores típicos de eficiencia del ciclo de carga y descarga un 40-70%, considerablemente inferiores a las de almacenamiento hidroeléctrico de bombeo (65-85%).[6]

{\displaystyle \eta _{round}={\frac {W_{des}}{W_{car}}}}

## Usos
Las baterías de Carnot se pueden utilizar como sistemas de almacenamiento de energía de red,  almacenando el exceso de energía generado por fuentes renovables no gestionables, devolviéndola a la red cuando sea necesaria.
Algunos sistemas de baterías de Carnot pueden utilizar el calor o el frío almacenados para otras aplicaciones, como calefacción urbana o refrigeración de centros de datos .
Las baterías de Carnot se han propuesto como una solución para convertir las centrales eléctricas de carbón existentes en un sistema de generación libre de combustibles fósiles mediante la sustitución de la caldera de carbón. En esta configuración, parte de las instalaciones existentes de estas centrales eléctricas pueden reaprovecharse, tales como los sistemas de generación de energía y los sistemas de transmisión.

## Lista de proyectos de baterías de Carnot
Aunque el término batería de Carnot es nuevo, muchas tecnologías existentes pueden clasificarse como baterías de Carnot. 
- Almacenamiento de energía en aire líquido: Highview Power, Universidad de Birmingham
- Almacenamiento en energía térmica de bombeo: Malta Inc., Universidad de Durham
- Almacenamiento eléctrico en energía térmica: Siemens Gamesa, Laboratorio Nacional de Energías Renovables
- Bomba de calor reversible / ORC: Universidad de Lieja
- Almacenamiento de energía Lamm-Honigmann: Universidad Técnica de Berlín[7]